# Стотон (Массачусетс)
Стотон (англ. Stoughton) — місто (англ. town) в США, в окрузі Норфолк штату Массачусетс. Населення — 29 281 особа (2020).

## Демографія
Згідно з переписом 2010 року, у місті мешкали 26 962 особи в 10 295 домогосподарствах у складі 7099 родин. Було 10787 помешкань
Расовий склад населення:
| - 80,2 % — білих - 11,1 % — чорних або афроамериканців - 3,6 % — азіатів - 0,2 % — корінних американців - 2,3 % — осіб інших рас |

До двох чи більше рас належало 2,6 %. Частка іспаномовних становила 3,2 % від усіх жителів.
За віковим діапазоном населення розподілялося таким чином: 21,3 % — особи молодші 18 років, 62,3 % — особи у віці 18—64 років, 16,4 % — особи у віці 65 років та старші. Медіана віку мешканця становила 42,9 року. На 100 осіб жіночої статі у місті припадало 92,1 чоловіків;  на 100 жінок у віці від 18 років та старших — 88,3 чоловіків також старших 18 років.
Середній дохід на одне домашнє господарство  становив 92 757 доларів США (медіана — 78 343), а середній дохід на одну сім'ю — 108 328 доларів (медіана — 98 908). Медіана доходів становила 60 987 доларів для чоловіків та 52 126 доларів для жінок. За межею бідності перебувало 8,3 % осіб, у тому числі 12,4 % дітей у віці до 18 років та 8,0 % осіб у віці 65 років та старших.
Цивільне працевлаштоване населення становило 15 361 особа. Основні галузі зайнятості: освіта, охорона здоров'я та соціальна допомога — 25,5 %, роздрібна торгівля — 13,1 %, науковці, спеціалісти, менеджери — 10,9 %, виробництво — 8,8 %.